# Microbotryum himalense
Microbotryum himalense är en svampart som först beskrevs av Kakish. & Y. Ono, och fick sitt nu gällande namn av Vánky 1998. Microbotryum himalense ingår i släktet Microbotryum och familjen Microbotryaceae.   Inga underarter finns listade i Catalogue of Life.